# Givairo Read
Givairo Read, nato Givairo Dundas (Amsterdam, 2 giugno 2006), è un calciatore olandese, difensore del Feyenoord.

## Carriera

### Club
Read è cresciuto nel settore giovanile del Volendam e dopo una stagione da titolare nella squadra riserve del club, ha debuttato in prima squadra il 17 marzo 2023 nell'incontro di Eredivisie vinto 2-1 contro il Fortuna Sittard, in quella che a posteriori si è rivelata essere la sua unica presenza stagionale con la prima squadra. Il 6 giugno seguente è stato acquistato dal Feyenoord che lo ha assegnato alla formazione Under-18. Ha esordito in prima squadra con il nuovo club il 15 febbraio 2024 nell'andata degli spareggi per la qualificazione agli ottavi di finale di Europa League pareggiato 1-1 contro la Roma. Viene riconfermato in rosa anche per la stagione 2024-2025, che inizia scendendo in campo nella vittoriosa partita di supercoppa olandese.

### Nazionale
Ha giocato nelle nazionali giovanili olandesi Under-17 ed Under-19.

## Statistiche

### Presenze e reti nei club
Statistiche aggiornate al 30 ottobre 2024.
| Stagione        | Squadra         | Campionato      | Campionato | Campionato | Coppe nazionali | Coppe nazionali | Coppe nazionali | Coppe continentali | Coppe continentali | Coppe continentali | Altre coppe | Altre coppe | Altre coppe | Totale | Totale | Totale |
| Stagione        | Squadra         | Comp            | Pres       | Reti       | Comp            | Pres            | Reti            | Comp               | Pres               | Reti               | Comp        | Pres        | Reti        | Pres   | Reti   |        |
| --------------- | --------------- | --------------- | ---------- | ---------- | --------------- | --------------- | --------------- | ------------------ | ------------------ | ------------------ | ----------- | ----------- | ----------- | ------ | ------ | ------ |
| 2021-2022       | Jong Volendam   | 2D              | 12         | 1          | -               | -               | -               | -                  | -                  | -                  | -           | -           | -           | 12     | 1      |        |
| 2022-2023       | 2D              | 24              | 1          | -          | -               | -               | -               | -                  | -                  | -                  | -           | -           | 24          | 1      |        |        |
| 2022-2023       | Volendam        | ED              | 1          | 0          | CO              | 0               | 0               | -                  | -                  | -                  | -           | -           | -           | 1      | 0      |        |
| 2023-2024       | Feyenoord       | ED              | 0          | 0          | CO              | 0               | 0               | UEL                | 1                  | 0                  | SO          | 0           | 0           | 1      | 0      |        |
| 2024-2025       | Feyenoord       | ED              | 24         | 2          | CO              | 3               | 1               | UCL                | 0                  | 0                  | SO          | 1           | 0           | 28     | 3      |        |
| Totale carriera | Totale carriera | Totale carriera | 62         | 4          |                 | 3               | 1               |                    | 1                  | 0                  |             | 1           | 0           | 67     | 5      |        |

## Palmarès

### Club

#### Competizioni nazionali
- Supercoppa dei Paesi Bassi: 1

Feyenoord: 2024